# 黃家明 (籃球運動員)
黃家明（1989年7月6日—）是前臺灣男子籃球運動員，場上主打前鋒位置。黃家明畢業於南山高中、明道大學，曾帶領南山高中95學年度（2006年－2007年）與96學年度（2007年－2008年）連霸高中籃球聯賽（HBL），個人在96學年度收下灌籃王與MVP獎座，在大學時左膝出現鈣化現象，2011年在第九季超級籃球聯賽新人選秀會第一輪第七順位被台灣啤酒選進球隊，之後因為發揮空間轉隊到臺灣銀行，2018年從桃園璞園建築回歸臺灣銀行，2020年6月被臺灣銀行釋出。

## 外部連結
- 黃家明在fiba.basketball（英语）
- 黃家明在Eurobasket.com（球員）（英语）